# Beth Morfina
Beth Morfina é uma banda brasileira de rock formada na cidade de Santa Cruz do Capibaribe, Pernambuco, em 2015.
Atualmente é composta por Alex Macedo, Marcos Malta, Daniel Gaudêncio e Everaldo Jr. Em seus trabalhos, a banda traz elementos de influências do punk rock, grunge e hard rock.

## História
A banda possui quatro álbuns de estúdio em sua discografia, sendo o segundo, In Coma, o de maior destaque. Com esse trabalho, a banda conquistou em abril de 2018 o Prêmio da Música de Pernambuco na categoria Melhor Álbum de Rock, escolhido pela Associação dos Cantores e Interpretes de Pernambuco (ACINPE).

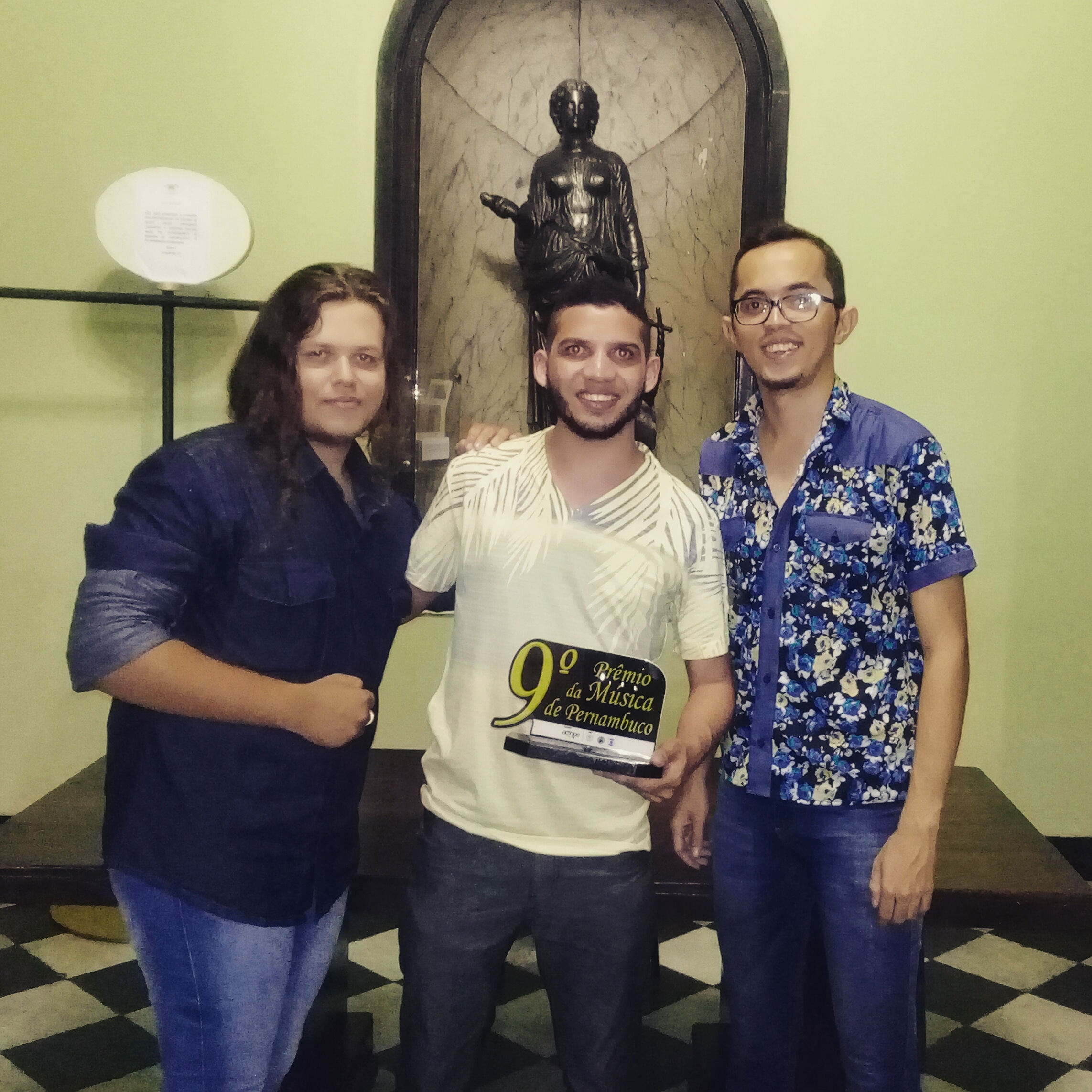
Beth Morfina no Teatro Santa Isabel com o Troféu Acinpe

## Discografia

### Álbuns de estúdio
| Ano  | Álbum               |
| ---- | ------------------- |
| 2015 | Nada Além           |
| 2017 | In Coma             |
| 2019 | Não Posso me Abalar |
| 2021 | Rua D Box 4         |

### Álbuns ao vivo
| Ano  | Álbum                 |
| ---- | --------------------- |
| 2021 | Sessões de Quarentena |

## Prêmios e indicações
| Prêmio                         | Ano  | Categoria              | Indicação   | Resultado | Ref.  |
| ------------------------------ | ---- | ---------------------- | ----------- | --------- | ----- |
| Troféu Cultura                 | 2016 | Honraria Domingos Neto | Nada Além   | Venceu    |       |
| Prêmio da Música de Pernambuco | 2018 | Melhor Álbum de Rock   | In Coma     | Venceu    | [ 2 ] |
| Prêmio da Música de Pernambuco | 2022 | Melhor Álbum de Rock   | Rua D Box 4 | Indicado  |       |